# توریست (فیلم ۲۰۱۰)
جهانگرد یا توریست (به انگلیسی: The Tourist) فیلمی حادثه‌ای، ماجرایی محصول سال ۲۰۱۰ به کارگردانی فلوریان هنکل فون دونرسمارک است.
این فیلم بازسازی فیلمی فرانسوی با نام آنتونی زیمر محصول سال ۲۰۰۵ به کارگردانی ژروم سال است.
در این فیلم ستارگانی همچون جانی دپ و آنجلینا جولی به ایفای نقش پرداخته‌اند.

## خلاصه داستان
الیز (آنجلینا جولی) در پاریس توسط یک سری مرد ادارهٔ کارآگاهی لندن مورد تعقیب قرار گرفته‌است. او یک نامه از طرف الکساندر پیرس، یک عاشق قدیمی، دریافت می‌کند که در آن دستورهای واضحی نوشته شده. او نوشته که الیز باید هرچه سریع تر وارد قطار به مقصد ونیز، ایتالیا شود و یک مرد که در مسائل پلیسی ناآگاه و شبیه پیرس پیدا کند و به پلیس بقبولاند که این مرد خود پیرس است. یک مرد مرموز جولی را زیر نظر دارد. الیز نامه را می‌سوزاند و سوار قطار می‌شود.
او در کنار فرانک (جانی دپ) که یک جهانگرد آمریکایی است و در حال خواندن یک کتاب جاسوسی، می‌نشیند. فرانک به سرعت به او علاقه‌مند می‌شود. وقتی به ونیز می‌رسند، سوار بر قایق به هتل محل اقامت الیز می‌روند. سر شام الیز برایش توضیح می‌دهد که به مرد دیگری، به احتمال زیاد پیرس، علاقه دارد. آن‌ها همدیگر را می‌بوسند. مردی که در تعقیب الیز است، آن‌ها را می‌بیند.
روز بعد فرانک درمی یابد که الیز نیست و چند مرد می‌خواهند در را بشکنند و وارد شوند. فرانک بدون لباس فرار می‌کند ولی توسط پلیس‌های ایتالیایی دستگیر می‌شود. یک کاراگاه دلسوز سخنان فرانک مبنی بر اینکه آن مردها را نمی‌شناسد را می‌شنود. او فرانک را از زندان آزاد می‌کند به شرطی که وی محل تهاجم آن مردها را به او نشان دهد.
ناگهان الیز به کمک فرانک آمده و توسط قایق فرار می‌کنند. الیز برایش توضیح می‌دهد همه این‌ها به این علت رخ داده که او فرانک را بوسیده و پلیس‌ها فکر می‌کردند که او، پیرس است. فرانک در می‌یابد که پیرس، دو میلیارد دلار از دزدیده و پلیس انگلستان به علت ندادن مالیات دنبالش هستند. تحت تأثیر این اخبار، می‌گوید هرگز از بوسیدن الیز پشیمان نیست.
الیز از او به خاطر آن همه گرفتاری عذرخواهی می‌کند و فرانک را با نیرنگ از قایق پیاده می‌کند. فرانک می‌گوید دوستش دارد. الیز به یک ساختمان دولتی می‌رود. مشخص می‌شود که او یک مأمور مخفی است که برای انگلیس کار می‌کند. او در میان سایر مأمورها، کسی را می‌بیند که داشت در قطار تعقیبش می‌کرد. الیز مأموریت داشت که پیرس را زیر نظر بگیرد ولی عاشق او شده و دیگر به کارش برنگشته تا حالا. الیز به آن مأمور می‌گوید که اکنون آماده است تا همکاری کند و پیرس را پیدا کند.
الیز در یک مهمانی که پیرس دعوتش کرده شرکت می‌کند. در آنجا توسط همان شخص مشکوکی که در پاریس دیده بود، نامه‌ای دریافت می‌کند. نامه از طرف پیرس است که می‌گوید کجا ملاقاتش کند. همین که تصمیم می‌گیرد برود، فرانک را در مقابل خود می‌یابد. آن دو با هم می‌رقصند. الیز می‌رود که پیرس را پیدا کند و مأمور مخفی دیگری به فرانک نزدیک می‌شود. الیز در دام یک گانگستر گیر می‌افتد، همان گانگستری که پیرس از او پول دزدیده. گانگستر تهدید می‌کند در صورتی که الیز پولی که پیرس دزدیده را پس ندهد، او را خواهد کشت. همکار الیز به نجاتش نمی‌رود زیرا مطمئن است که پیرس برای نجات الیز می‌آید.
الیز محل گاوصندوق را نشان می‌دهد ولی می‌گوند که رمزش را نمی‌داند. فرانک با وحشت نظاره گر است در حالی که دوباره الیز تهدید به مرگ می‌شود و هیچ‌کس به او کمک نمی‌کند. فرانک چفت دستبندش را باز می‌کند و برای کمک به الیزا می‌رود. او وانمود می‌کند که پیرس است. الیزا التماس می‌کند که دست از این کار بردارد وگرنه کشته می‌شود. فرانک به گانگستر می‌گوید که به او در بازکردن صندوق کمک می‌کند در صورتی که اول الیز آزاد شود. در حالی که فرانک وانمود می‌کند که در حال بازکردن صندوق است، الیز با اشاره به فرانک می‌گوید که دوستش دارد.
ناگهان پلیس‌های محلی به گانگستر شلیک می‌کنند. الیز و فرانک آسیبی ندیدند. در حالی که پلیس مشغول بازرسی صحنه است، همکار الیز باورش نمی‌شود که پیرس برای نجات الیز نیامد و همچنین به خاطر اینکه الیز را در معرض خطر قرار داده بود، مافوقش از دستش عصبانی می‌شود. گزارشی به ادارهٔ پلیس مبنی بر اینکه پیرس دستگیرشده می‌رسد. وقتی اتاق بازجویی خالی می‌شود، فرانک و الیز یکدیگر را در آغوش می‌گیرند.
فرانک از الیز می‌پرسد که آیا او هم به پیرس و هم به فرانک علاقه دارد؟ الیز پاسخ مثبت می‌دهد. سپس در کمال ناباوری فرانک می‌گوید که او الکساندر پیرس واقعی بوده که توانسته رمز گاوصندوق را وارد کند. در ادامه می‌گوید که او عمل جراحی پلاستیک انجام داده تا بتواند زندگی جدیدی را تجربه کند.
مردی که به جای پیرس دستگیرشده بود توضیح می‌دهد که به او پول دادند تا خود را جای پیرس جا بزند و اینکه او فقط یک جهانگرد است. الیز و فرانک/پیرس سوار بر قایق با پول‌ها فرار می‌کنند و سرانجام می‌توانستند با هم باشند. پلیس در گاوصندوق یک چک ۷۴۴ میلیون دلاری پیدا می‌کند که در واقع مالیات پیرس است که به دولت انگلیس پرداخت شده.

## شخصیت‌ها
| بازیگر        | نقش                        |
| ------------- | -------------------------- |
| جانی دپ       | فرانک توپولو/الکساندر پیرس |
| آنجلینا جولی  | الیز کلیفتون-وارد          |
| پل بتانی      | بازرس جان اشسون            |
| تیموتی دالتون | سربازرس جونز               |
| استیون برکوف  | رجینالد شو                 |
| روفوس سیول    | مرد انگلیسی                |
| کریستین دسیکا | کولونلو لامبردی            |